# Enrique Mateos
Enrique Mateos Mancebo (Madrid, 15 juli 1934 – Sevilla, 6 juli 2001) was een Spaans voetballer. Hij won met Real Madrid vijf keer de Europacup I.

## Spelerscarrière
Mateos genoot zijn jeugdopleiding bij Real Madrid. Hij stroomde door naar het eerste elftal. Hoewel hij vooral reservespeler was, won hij toch 13 prijzen met Real Madrid, waaronder vijf keer de Europacup I (in 1957 en 1959 speelde hij de finale). Zijn beste seizoen  was het seizoen 1956-1957, waarin hij veertien keer scoorde in de Primera División.
In 1961 ruilde hij Real Madrid in voor Sevilla, waar hij drie jaar bleef. Daarna speelde hij ook nog voor Recreativo Huelva (twee keer), Real Betis (twee keer) en Gimnástica de Torrelavega. In 1968 waagde Mateos zich aan een buitenlands avontuur: hij tekende voor het Amerikaanse Cleveland Stokers. Na nog een avontuur bij het Zuid-Afrikaanse East London Celtic sloot hij in 1971 zijn spelerscarrière af bij CD Toluca Santander.

## Trainerscarrière
Mateos begon zijn trainerscarrière bij CD Fuencarral. Zijn grootste prestatie was de promotie met Cádiz CF naar de Primera División in 1977: het was immers de eerste keer in de clubgeschiedenis dat Cádiz in de eerste klasse mocht aantreden. Nadien trainde hij nog verschillende clubs in lagere afdelingen.

## Overlijden
Mateos overleed op 6 juli 2001 in Sevilla, twee weken voor zijn 67e verjaardag.

## Erelijst

### Als speler
| Primera División    | 5x | 1953/54, 1954/55, 1956/57, 1957/58, 1960/61 |
| Europacup I         | 5x | 1955/56, 1956/57, 1957/58, 1958/59, 1959/60 |
| Wereldbeker voetbal | 1x | 1960                                        |
| Copa Latina         | 2x | 1955, 1957                                  |